# Equipo Ideal de la Serie A (Italia)
El Equipo Ideal de la Serie A de Italia (también llamado el Once Ideal del Calcio Italiano) es un premio anual dado a los mejores 11 jugadores de la temporada en la Liga Italiana. El premio ha sido otorgado desde la temporada 2010/2011 por los miembros de la Federación Italiana de Fútbol, también se entregan los premios al "Mejor Arquero", "Mejor Defensa", "Mejor Mediocampista", "Mejor Delantero" y "Mejor Futbolista Joven" de la Liga.

## Equipo Ideal2010/2011
- Mejor Arquero:  Samir Handanovič (Udinese).
- Mejor Defensor:  Thiago Silva (Milan).
- Mejor Mediocampista:  Claudio Marchisio (Juventus).
- Mejor Delantero:  Antonio Di Natale (Udinese).
- Mejor Futbolista Joven:  Stephan El Shaarawy (Milan).
- Mejor Equipo del año:[1]

| Portero          | Defensores                                                  | Mediocampistas                                      | Delanteros                                          |
| ---------------- | ----------------------------------------------------------- | --------------------------------------------------- | --------------------------------------------------- |
| Samir Handanovič | Christian Maggio Andrea Ranocchia Thiago Silva Pablo Armero | Marek Hamšík Claudio Marchisio Kevin-Prince Boateng | Edinson Cavani Antonio Di Natale Zlatan Ibrahimović |

## Equipo Ideal2011/2012
- Mejor Arquero:  Gianluigi Buffon (Juventus).
- Mejor Defensor:  Andrea Barzagli (Juventus).
- Mejor Mediocampista:  Andrea Pirlo (Juventus).
- Mejor Delantero:  Zlatan Ibrahimović (Milan).
- Mejor Futbolista Joven:  Luis Muriel (Udinese).
- Mejor Equipo del año:

| Portero          | Defensores                                                  | Mediocampistas                                  | Delanteros                                          |
| ---------------- | ----------------------------------------------------------- | ----------------------------------------------- | --------------------------------------------------- |
| Gianluigi Buffon | Christian Maggio Andrea Barzagli Thiago Silva Yuto Nagatomo | Andrea Pirlo Claudio Marchisio Antonio Nocerino | Edinson Cavani Antonio Di Natale Zlatan Ibrahimović |

## Equipo Ideal2012/2013
- Mejor Arquero:  Samir Handanovič (Inter).
- Mejor Defensa:  Giorgio Chiellini (Juventus).
- Mejor Mediocampista:  Arturo Vidal (Juventus).
- Mejor Delantero:  Edinson Cavani (Napoli).
- Mejor Futbolista Joven:  Domenico Berardi (Sassuolo Calcio).
- Mejor Equipo del año:

| Portero          | Defensores                                                         | Mediocampistas                         | Delanteros                                       |
| ---------------- | ------------------------------------------------------------------ | -------------------------------------- | ------------------------------------------------ |
| Samir Handanovič | Camilo Zúñiga Giorgio Chiellini Leonardo Bonucci Mattia De Sciglio | Andrea Pirlo Arturo Vidal Borja Valero | Antonio Di Natale Edinson Cavani Mario Balotelli |

## Equipo Ideal2013/2014
- Mejor Arquero:  Morgan De Sanctis (Roma).
- Mejor Defensa:  Mehdi Benatia (Roma).
- Mejor Mediocampista:  Juan Cuadrado (Fiorentina).
- Mejor Delantero:  Ciro Immobile (Torino).
- Mejor Futbolista Joven:  Paul Pogba (Juventus).
- Mejor Equipo del año:

| Portero           | Defensores                                   | Mediocampistas                                                | Delanteros                                |
| ----------------- | -------------------------------------------- | ------------------------------------------------------------- | ----------------------------------------- |
| Morgan De Sanctis | Mehdi Benatia Andrea Barzagli Leandro Castán | Kevin Strootman Miralem Pjanić Antonio Candreva Juan Cuadrado | Carlos Tévez Ciro Immobile Giuseppe Rossi |

## Equipo Ideal2014/2015
- Mejor Arquero:  Gianluigi Buffon (Juventus).
- Mejor Defensa:  Stefan De Vrij (Lazio).
- Mejor Mediocampista:  Paul Pogba (Juventus).
- Mejor Delantero:  Luca Toni (Hellas Verona).
- Mejor Futbolista Joven:  Domenico Berardi (Sassuolo Calcio).
- Mejor Equipo del año:

| Portero          | Defensores                                  | Mediocampistas                                                | Delanteros                          |
| ---------------- | ------------------------------------------- | ------------------------------------------------------------- | ----------------------------------- |
| Gianluigi Buffon | Kamil Glik Giorgio Chiellini Stefan De Vrij | Kevin Strootman Paul Pogba Antonio Candreva Claudio Marchisio | Carlos Tévez Luca Toni Mauro Icardi |

## Equipo Ideal2015/2016
- Mejor Arquero:  Gianluigi Buffon (Juventus).
- Mejor Defensa:  Leonardo Bonucci (Juventus).
- Mejor Mediocampista:  Paul Pogba (Juventus).
- Mejor Delantero:  Gonzalo Higuaín (Napoli).
- Mejor Futbolista Joven:  Gianluigi Donnarumma (AC Milan).
- Mejor Equipo del año:[2]

## Equipo Ideal2016/2017
- Mejor Arquero:  Gianluigi Buffon (Juventus).
- Mejor Defensa:  Alex Sandro (Juventus).
- Mejor Mediocampista:  Lorenzo Insigne (Napoli).
- Mejor Delantero:  Dries Mertens (Napoli).
- Mejor Futbolista Joven:  Andrea Belotti (Torino).
- Mejor Equipo del año: